# Démades
Démades (Δημάδης: Atenas, 384 a. C. - 320 a. C.) fue un orador y político ateniense.
Político sin escrúpulos, fue famoso por su oratoria áspera y directa.
Hecho prisionero por Filipo en Queronea (338 a. C.), negoció la paz en Atenas, donde fue uno de los jefes del partido macedonio.
Tras la muerte de Alejandro consiguió que el pueblo votara la condena a muerte de Demóstenes y otros oradores, pero, acusado de traición por los macedonios, fue condenado a muerte junto con su hijo.